# Дубњица на Ваху
Дубњица на Ваху (слч. Dubnica nad Váhom, мађ. Máriatölgyes) град је у Словачкој и четврти по важности град у Тренчинском крају.

## Географија
Дубњица на Ваху је смештена у западном делу Словачке, близу државне границе са Чешком. Главни град државе, Братислава, налази се 140 км јужно.
Рељеф: Дубњица на Ваху се развила у области крајње западних Карпатских планина. Град је смештен у котлини највеће словачке реке Вах. Котлина је са запада ограђена планинама Бијели Карпати, а са истока планинама Стражовске врхи. Надморска висина града је око 240 m.
Клима: Клима у Дубњици на Ваху је континентална.
Воде: Кроз Дубњицу на Ваху протиче река Вах, чији је назив део назива града.

## Историја
Људска насеља на овом простору датирају још из праисторије. Насеље под овим именом први пут се спомиње у 1193, али се током следећих векова није уздигло до насеља већег значаја.
Крајем 1918. Дубњица на Ваху је постао део новоосноване Чехословачке. У међуратном времену овде су изграђен пространи индустријски комплекс војне индустрије, који дотадашњем селу дао полет. У време комунизма насеље се нагло развило, па је дошло до наглог повећања становништва. После осамостаљења Словачке град је постао њено значајно средиште, али је дошло и до проблема везаних за преструктурирање привреде.

## Становништво
| Година:    | 1994.  | 2004.   | 2014.   | 2024.    |
| ---------- | ------ | ------- | ------- | -------- |
| Број људи: | 26 025 | 25 734  | 24 721  | 21 732   |
| Разлика:   |        | -1,11 % | -3,93 % | -12,09 % |

| Година:    | 2023.  | 2024.   |
| ---------- | ------ | ------- |
| Број људи: | 21 805 | 21 732  |
| Разлика:   |        | -0,33 % |

Данас Дубњица на Ваху има око 22.000 становника и последњих година број становника опада.
Етнички састав: По попису из 2021. састав је следећи:
- Словаци - 92,5%,
- Чеси - 0,8%,
- остали.[6]

Верски састав: По попису из 2021. састав је следећи:
- римокатолици - 58,4%,
- атеисти - 28,4%,
- лутерани - 1,7%,
- остали.

## Партнерски градови
- Вац
- Завадскје
- Отроковице